# 코미타투스
코미타투스(Comitatus)는 고대 라틴어로 '무장한 호위대'(또는 수행단)을 일컫는 말이다. 주로 게르만족의 전사 문화에서, 충성의 맹세로 지도자에게 바친 군복의 허리띠를 가리키거나, 그의 주군과 종사 또는 테인 사이의 관계를 설명하는 말이었다. 학자들은 일반적으로 이 개념이 역사적 정확성보다는 문학적 비유에 가깝다고 생각하였다.
학자인 브루스 미첼과 프레드 C. 로빈슨은 이 코미타투스에 대해 더 자세히 설명한다.
이 코미타투스 전통에서 자란 영웅적인 전사는 그의 삶에 대한 무모한 경시를 보일 것이다. 그가 파멸하든 아니든 용기가 가장 좋았다. 용감한 사람은 사람들 사이에서 영광을 얻을 수 있었지만 겁쟁이는 그의 시대 전에 죽을 수도 있기 때문이다. 이것이 코미타투스의 코드에 영감을 준 정신이다. 그의 영주가 살아있는 동안 전사는 그에게 죽음에 대한 충성을 빚지고 있었다. 그의 영주가 죽으면 전사는 그에게 복수하거나 복수를 시도하다가 죽어야 했다. 그의 차례에 군주는 그의 전사들에게 관대할 의무가 있었다. 그는 사람들을 끌어들이기 위한 위대한 투사, 고귀한 성격의 사람, 잔치와 보물을 아낌없이 주어야 했다.

코미타투스 정신은 멀돈 전투, 베오울프, 부르난부르흐 전투, 핀부르흐 전투, 그리고 "퀴네울프와 퀴네헐드"의 이야기와 같은 고대 영어 영웅 문학에서 볼 수 있다.
현대에 와서는 라틴어의 의미가 바뀌어 자치 집단(예: 코메스comes)을 가리키는 용어로 쓰인다.
또한 포세 코미타투스(Posse comitatus)라는 용어에서는 '자치 집단의 힘/무력'을 의미한다(코미타투스는 4차 어형 변화로 일반적인 종료형은 ūs이다.).

## 유래
코미타투스는 로마 시대 이전 인도-유라시아 등지, 서유럽에서 중국 대륙에 걸쳐 특히 유라시아 스텝 지역 부족들 사이에서 존재했던 개념으로 여겨져왔다.
로마의 역사학자 타키투스가 그의 저서 《게르마니아》(Germania, 98.AD)에서 설명한 바와 같이, 코미타투스는 게르만족 전사와 그 주군 사이에 존재하는 유대감으로, 그것은 전자(게르만 전사)가 후자(전사의 주군)보다 먼저 전자를 떠나는 일이 없을 것이라는 보장이었다. 게르마니아의 원문을 번역하면 다음과 같다.
싸움터에서 시종들만큼 용감하지 못한 것은 주군에게 치욕이고, 주군만큼 용감하지 못한 것은 시종들에게 치욕이다. 그리고 주군이 전사했는데 살아서 싸움터를 떠난다는 것은 평생의 치욕이자 수치이다. 주군을 지키고 보호하는 것, 자신들의 용감한 행위를 주군의 영광으로 돌리는 것, 이것이 충성을 맹세한 시종들의 가장 중요한 책무이다. 주군은 승리를 위해 싸우고, 시종은 주군을 위해 싸운다.

《게르마니아》에서 타키투스가 강조한 것은 종사의 거부, 그리고 그 위신이 전쟁을 성공적으로 치를 수 있는 능력에 따라 좌우되며 이에 따라 그의 종사들에 대한 군사 훈련의 장을 제공하는 그의 후원자(패트런)에 대한 의존이었다. 그리고 그들의 충성은 물질적인 보상을 통해 충족되었다.
타키투스는 게르만 추장 또는 영주가 전장에서 종사들의 용기를 능가해서는 안된다고 말한다. 족장에게 용기가 있는 영주를 능가하는 것은 수치로 여겨졌다. 족장은 승리를 위해 싸워야 하고 타인은 족장을 위해 싸워야 했다. 족장은 영주에게 용기를 넘어 서면 불명예를 받았고, 종사들의 용기가 족장의 용기와 맞지 않으면 불명예를 느꼈다. 가신들은 영주에게 순종하고, 보호하고, 방어하며 영주가 자신의 영웅 행위에 대한 공로를 인정받도록 허용해야 했다. 추장의 영광은 그의 가신들의 영광을 가져 왔다. 우두머리가 전투에서 죽으면, 그의 가신들은 그에게 복수하고 전투를 떠나지 않을 것으로 예상되었다. 영주가 죽은 후 전투에서 살아남는 것은 가신에게 평생의 수치를 의미하였다.
군단을 함께 유지하려면 지속적으로 전쟁과 폭력을 경험해야 했다. 타키투스는 게르만 전사들은 장기적인 평화를 용납하지 않았다고 말한다. 승리 후, 영주나 추장은 자신의 가신에게 "탐욕스러운 군마나 패배한 적의 피에 물든 창"과 같은 선물을 주었을 것으로 추정된다. 그들의 가신 식사는 가정적인 음식을 급여 대신 제공하는 것으로 충분했으며, 이 공개적인 태도는 전쟁과 약탈에서 비롯되었다.
타키투스는 1세기 후반 게르만 전사의 갑옷과 무기와 관련해 장창이나 칼을 휴대한 사람이 거의 없다고 설명한다. 더 일반적으로, 게르만 전사들은 근거리 또는 장거리 전투에서 사용할 수 있는 짧고 좁은 칼날이 달린 날카로운 창 또는 프레임을 사용하였다. 말을 타고 싸운 전사는 방패와 창을 들고 보병은 자주 창을 사용하였다. 타키투스에 따르면 전사들은 종종 알몸이나 짧은 망토를 가볍게 입은 상태로 싸웠다. 흉갑이나 투구를 쓴 전사는 거의 없었지만, 착용한 투구는 동물 가죽이나 금속으로 만들어졌다. 방패의 색상은 전사가 선택할 수 있었으며, 전쟁터에서 방패를 버리거나 전투에서 도망치는 것은 전사가 집회와 종교 의식 및 제사에 참석하지 못하도록 하는 불명예로 간주되었다.
타키투스는 게르만 전사의 힘은 기병이 아닌 보병에 있었고 게르만의 말은 지나치게 아름답거나 빠르지 않고 보병은 기병을 따라갈 속도를 가지고 있다고 주장하면서 게르만 전사의 전투 전술을 설명한다. 최고의 전사는 기병과 함께 주 전선에 배치되었다. 타키투스는 게르만 전사들의 전투 관행에 대해 "전선은 쐐기 모양의 대형으로 구성되어 있다. 공격으로 돌아온다면 땅을 주는 것은 비겁하다기 보다는 좋은 전술로 간주된다. 그들은 게르만 전사 전투가 균형을 이루고 있을 때도 쓰러진 자들의 몸을 되돌려준다."라고 설명하였다.
코미타투스는 또한 인도유럽으로 간주된, 특히 로마 시기 서유럽에서 중국까지의 유라시아 대초원 부족들에서도 그 개념을 찾아볼 수 있다.

## 육성 및 채택
중세 초기 잉글랜드에서 영주는 자신의 아들을 다른 친척이나 영주의 법정에 보내는 일을 포함하는 연합군 추장의 자녀와 친척을 양육할 수 있다. 그런 다음 아들들은 나이와 비슷한 다른 소년들과 함께 성장하여 전쟁 기술을 배웠다. 그들은 7살 또는 8 살부터 14살 또는 15살이 될 때까지 법정에서 살았다. 14세 또는 15살이 되면, 그들은 자신의 상태에 적합해져서 군사적 봉사와 코미타투스의 무기를 제공할 것이다. 양육은 종종 영주가 다른 법정에서 그의 아들을 양육하고 있었기 때문에 또는 그가 양육한 소년들이 자라서 영주가 되었기 때문에 족장들 사이에 충성을 만드는 데 도움이 되었다. 영주의 가족은 영주 군단의 많은 부분을 구성하기도 하였다.
영주와 가신과의 관계도 친척과의 관계보다 우선시돼야 했다. 예를 들어, "퀴네울프와 퀴네헐드"의 이야기에서 코미타투스는 전사 계급 구성원의 친족 관계보다 더 중요한 것으로 나타났으며, 전사는 이 결정이 적의 편에 있던 친척들과 같은 일부를 죽이는 것을 의미하더라도 영주에게 충성을 유지하기로 선택하였다.

## 봉건적 발전
코미타투스는 게르만족 영주들과 그 하종자들(그의 게폴레 또는 추종자들의 주군) 사이의 협정으로, 특수한 사례의 의뢰로서 봉건 제도 실행의 직접적인 원천이 되었다. 이는 로마 제국 시절의 후원(파트로니키움)의 관행에 부분적으로 영향을 받기도 하였고(가이우스 마리우스가 실시한 마리우스 군제개혁에서 보이듯, 퇴역 장교들에게 토지를 분배한 장군은 물론, 후대 부켈라리우스(bucellarius)나 민간 추종자들에 의해)게르만족의 코미타투스는 마침내 사회적 지위가 우월한 자와 상대적으로 뒤처지는 자 사이의 도매 교환으로 진화한다. 봉건적, 사회적 지위가 상대적으로 열등한 봉신이 군 복무를 대가로 사회적 지위가 높은 자(주군)에게 보호를 서약하고, 대신 그 주군은 사회적 지위가 열등한 봉신에게 토지나 보상 및 모종의 특권으로 보상하는 것이었다.

## 명칭
코미타투스의 게르만어 용어는 *드루히티즈(druhtiz)로 재구성되며, 고대 영어는 드릿트(dryht)와 드루트(drutt), 스칸디나비아어 드로트(drottt)로 되어 있다.
주군 · 가신의 유대가 가지는 다양한 특징을 강조하는 예시로는 초기 프랑크인 앤트루시오 왕실 경호원의 신뢰 사례가 포함된다.; 이들을 덴마크어로 vederlag 또는 사회, 그리고 노르드어로 hird 또는 가정이라고도 하였다.

## 여성
《엑서터 북》(Exeter Book)에 기록된 어느 부인의 한탄은 연인에 대한 아내의 주장과, 영주와 그의 추종자들의 형제애적인 주장 사이의 갈등에 대한 경각심을 일깨우기 위해 희화적인 언어를 사용한다.: 작중 아내는 이렇게 한탄한다. "저 남자의 친족들은 우리 부부 사이를 갈라놓을 것을 은밀히 생각하기 시작했다."(that man's kinsmen began to think in secret that they would separate us.) 다만 이것이 얼마나 전형적인 중세 왕조 시대의 풍속인가(한 여성이 그의 영주에게 있어야 하고 그로 인해 그녀의 남편이 홀로 남겨진다는 낭만적인 주제와 함께)에 대해서는 논쟁의 여지가 있다.
앵글로색슨족의 땅인 잉글랜드에서, 《엑서터 북》에서 여성을 주인공으로 한 작품이나 여성의 관점에서 쓴 작품이 거의 없는데, 이와는 대조적으로 《베어울프》는 여성들에게 정확히 코미타투스의 응집력과 단결을 강화하는 역할을 부여한다.: 여기서 '피스-위버'(peace-weaver) 왕비 웰즈로우(Wealtheow)는 규범적인 주장을 한다. "여기서 각 동지는 상대방/영주에 대해 충성하고 그 영혼을 사랑한다(Here each comrade is true to the other/loyal to lord, loving in spirit)./테인은 한 가지 목적을 가지고 있고, 사람들은 이에 따를 준비가 되어 있다(The thanes have one purpose, the people are ready)./취해서 서약했으니 내가 시키는 대로 하라(having drunk and pledged, the ranks do as I bid).
타키투스는 여성이 1세기 후반 게르만 전사들이 전투를 벌이는 데 도움을 주었다는 사실을 발견하였다. 타키투스에 따르면, 군단은 종종 한가족 또는 일족의 남성으로 구성되어 전투 중에 여성과 자녀에게 가까이 머물렀다. 전사의 어머니와 아내는 전사의 상처를 치료하고 병사들의 전쟁 부상을 다른 전사와 비교하였다. 여성들은 또한 전투에서 전사들에게 격려와 음식을 주었다. 게르만 전투원이 전투에서 패배한다면 타키투스는 여성이 "맨 가슴을 앞으로 내밀고 게르만 전사들이 노예화의 임박한 전망을 깨닫게함으로써 대의를 도왔다"고 주장한다. 이는 게르만인이 자신보다 여성을 위해 더 절실히 두려워했던 운명이었다. 또한 게르만인들은 여성들이 "거룩함의 요소이자 예언의 선물"이라고 믿었다. 따라서 그들은 게르만 전사들이 여성들에게 조언을 구하는 것을 경멸하지 않으며, 그들의 대답을 가볍게 무시하지 않았다.

## 코미타투스의 역사적 정확성에 대한 도전
타키투스는 5세기에 영국에 와서 기독교로 개종하기 이전의 앵글로색슨족의 조상인 게르만 부족의 관습에 대해 알고 있다고 믿는 많은 것들을 학자들에게 제공한다. 그러나 타키투스의 게르마니아에 나오는 게르만인에 대한 묘사가 AD 100년경 로마 제국의 부패와 부드러움을 비판하는데 부분적으로 사용되었기 때문에 비판적으로 보아야 한다.
또한 타키투스의 정보는 대부분 직접 지식이 아니라 다른 사람으로부터 수집한 정보이다. 코미타투스를 뒷받침하는 많은 증거는 타키투스의 저작 이후 수세기 동안 발생하며 구전 영웅시를 통해 제시된다. 결과적으로, 학자들은 일반적으로 코미타투스를 역사적 현실보다는 문학적 이상으로 간주한다. 코미타투스를 뒷받침하는 출처와 관련하여 스테판 모릴로는 "초기 중세 역사에서 코미타투스 또는 아마도 로마 이후 지배 계급 사이의 기본적인 사회 및 군사 조직 단위였던 전쟁 집단만큼 모호한 주제는 거의 없으며, 군단원들은 거의 모두 문맹이었기 때문에 그들의 세계는 영웅적인 구전시(종종 구전 전통이 번창한 기간이 지나서까지 기록되지 않음)를 또는 군단 가치에 거의 동정하지 않는 적대적인 성직자 연대기를 통해 우리에게 와야 한다."라고 주장한다. 5세기에서 8세기 사이의 기간 동안 잉글랜드의 공동체를 조사한 스테판 S. 에반스는 다음과 같이 "코미타투스의 이미지가 정확한 정도를 결정하기 위해 특정 시간이나 장소의 역사적 기록에 명시하는 것은 이 시기 동안의 자료가 부족하고 여러 왕국의 발전 속도가 다르기 때문에 불가능하다."라고 인정하였다. 타키투스의 작품은 1세기 후반의 게르마니아를 설명하지만, 5세기에 잉글랜드로 도착했을 때의 게르만 사회가 이들과 동일했을 것이라는 보장도 없다.

## 같이 보기
- 앵글로색슨 군사 조직
- 게시트
- 후스카를
- 드루지나
- 바랑기아 친위대
- 게르만 친위대
- 퓌르드
- 팅그맨
- 비밀결사